# Bernd Leno
Bernd Leno (Bietigheim-Bissingen, 4 de marzo de 1992) es un futbolista alemán. Juega en la posición de guardameta para el Fulham F. C. de la Premier League de Inglaterra.

## Trayectoria

### Clubes
Bernd Leno comenzó su carrera en el S. V. Germania Bietigheim, hasta que a los once años se unió a las divisiones juveniles del VfB Stuttgart. Allí, en 2009 ganó con la sub-17 el título de la Bundesliga Sub-17. En diciembre de ese año fue ascendido al sub-23, donde jugó cincuenta y siete veces, y en mayo de 2011 firmó su primer contrato profesional. En agosto se fue a préstamo al Bayer Leverkusen hasta el 31 de diciembre de ese año. Se convirtió en el tercer guardameta del club, y durante sus tres primeros partidos de liga no permitió ningún gol. Un mes después de jugar su primer partido en la Bundesliga, a los diecinueve años y 193 días se convirtió en el guardameta más joven en debutar en la Liga de Campeones de la UEFA.
En noviembre, su pase al Bayer Leverkusen se hizo permanente, por lo que firmó con el club el 1 de enero de 2012. En noviembre de 2016 extendió su contrato hasta 2020. El 14 de abril de 2018 jugó su encuentro número trescientos. En siete temporadas, disputó más de 230 partidos en la Bundesliga. El 19 de junio de 2018 se confirmó su fichaje por cinco años con el Arsenal F. C., que pagó veintidós millones de euros por su pase. Su debut se produjo el 20 de septiembre en una victoria por 4:2 sobre el Vorskla Poltava por la Liga Europa de la UEFA. El 29 de septiembre realizó su debut en la liga en un partido ante el Walford F. C., en el que ingresó en el primer tiempo tras una lesión de Petr Čech.
El 2 de agosto de 2022, después de cuatro años en los gunners, fue traspasado al Fulham F. C., equipo con el que firmó por tres temporadas más una cuarta opcional.

### Selección nacional
Leno es hijo de inmigrantes bielorrusos. Representó a la selección alemana de diversas categorías juveniles, y en 2009 ganó el Campeonato Europeo Sub-17 de la UEFA 2009. También fue convocado a la Copa Mundial de Fútbol Sub-17 de 2009. Con la sub-21 disputó la Eurocopa Sub-21 de 2013, en la que jugó dos partidos y le convirtieron cuatro veces. Fue incluido por Joachim Löw para disputar la Eurocopa 2016, en la que fueron fueron eliminados por Francia en la semifinal, y la Copa Confederaciones 2017, que ganaron y donde Leno jugó un partido ante Australia.

#### Participaciones en Copas del Mundo
| Mundial                     | Sede    | Resultado        |
| --------------------------- | ------- | ---------------- |
| Copa Mundial Sub-17 de 2009 | Nigeria | Octavos de final |

#### Participaciones en Eurocopas
| Torneo                  | Sede     | Resultado        |
| ----------------------- | -------- | ---------------- |
| Eurocopa Sub-17 de 2009 | Alemania | Campeón          |
| Eurocopa Sub-21 de 2013 | Israel   | Fase de grupos   |
| Eurocopa 2016           | Francia  | Semifinales      |
| Eurocopa 2020           | Europa   | Octavos de final |

#### Participaciones en Copa Confederaciones
| Torneo                    | Sede  | Resultado |
| ------------------------- | ----- | --------- |
| Copa Confederaciones 2017 | Rusia | Campeón   |

## Estadísticas

### Clubes
La siguiente tabla detalla los encuentros disputados y los goles encajados por Leno en los clubes en los que ha militado.
| VfB Stuttgart II · Alemania |               |      |      |     |     |     |     |      |      |
| 2009-10 | 18            | -19  | 0    | 0   | 0   | 0   | 18  | -19  |      |
| 2010-11 | 37            | -46  | 0    | 0   | 0   | 0   | 37  | -46  |      |
| 2011-12 | 3             | -3   | 0    | 0   | 0   | 0   | 3   | -3   |      |
| Total club | 58            | -68  | 0    | 0   | 0   | 0   | 58  | -68  |      |
| Bayer Leverkusen · Alemania |               |      |      |     |     |     |     |      |      |
| 2011-12 | 33            | -40  | 0    | 0   | 8   | -18 | 41  | -58  |      |
| 2012-13 | 32            | -34  | 2    | -2  | 6   | -5  | 40  | -41  |      |
| 2013-14 | 34            | -41  | 4    | -3  | 8   | -16 | 46  | -60  |      |
| 2014-15 | 34            | -37  | 4    | -2  | 10  | -7  | 45  | -46  |      |
| 2015-16 | 33            | -38  | 4    | -4  | 12  | -16 | 49  | -58  |      |
| 2016-17 | 34            | -54  | 1    | -1  | 7   | -8  | 42  | -63  |      |
| 2017-18 | 33            | -40  | 5    | -9  | 0   | 0   | 38  | -49  |      |
| Total club | 233           | -284 | 20   | -21 | 51  | -70 | 304 | -375 |      |
| Arsenal F. C. Inglaterra | 2018-19       | 32   | -42  | 1   | -1  | 3   | -2  | 36   | -45  |
| Arsenal F. C. Inglaterra | 2019-20       | 30   | -39  | 2   | -2  | 0   | 0   | 32   | -41  |
| Arsenal F. C. Inglaterra | 2020-21       | 35   | 0    | 4   | 0   | 10  | 0   | 49   | 0    |
| Arsenal F. C. Inglaterra | 2021-22       | 3    | 0    | 4   | 0   | 0   | 0   | 7    | 0    |
| Arsenal F. C. Inglaterra | Total club    | 100  | -81  | 11  | -3  | 13  | -2  | 124  | -86  |
| Total carrera | Total carrera | 361  | -433 | 31  | -24 | 64  | -72 | 456  | -529 |
| (1) Incluye datos de Copa de Alemania, FA Cup y Copa de la Liga de Inglaterra. (2) Incluye datos de Liga Europea de la UEFA y Liga de Campeones de la UEFA. |               |      |      |     |     |     |     |      |      |

### Selección nacional
La siguiente tabla detalla los encuentros disputados y los goles encajados por Leno con la selección alemana.
| Sub-17 · Alemania | 2009  | 0  | 0   | -  | -   | 0 | 0  | 0  | 0  | 0  | 0   |
| Sub-17 · Alemania | Total | 0  | 0   | 0  | 0   | 0 | 0  | 0  | 0  | 0  | 0   |
| Sub-18 · Alemania | 2009  | 4  | -5  | -  | -   | - | -  | -  | -  | 4  | -5  |
| Sub-18 · Alemania | 2010  | 1  | 0   | -  | -   | - | -  | -  | -  | 1  | 0   |
| Sub-18 · Alemania | Total | 5  | -5  | 0  | 0   | 0 | 0  | 0  | 0  | 5  | -5  |
| Sub-19 · Alemania | 2010  | 3  | -6  | -  | -   | - | -  | -  | -  | 3  | -6  |
| Sub-19 · Alemania | 2011  | 2  | 0   | -  | -   | - | -  | -  | -  | 2  | 0   |
| Sub-19 · Alemania | Total | 5  | -6  | 0  | 0   | 0 | 0  | 0  | 0  | 5  | -6  |
| Sub-21 · Alemania | 2011  | 0  | 0   | 0  | 0   | - | -  | -  | -  | 0  | 0   |
| Sub-21 · Alemania | 2012  | 1  | -1  | 4  | -6  | - | -  | -  | -  | 5  | -7  |
| Sub-21 · Alemania | 2013  | 3  | -2  | 2  | -2  | 2 | -4 | -  | -  | 7  | -8  |
| Sub-21 · Alemania | 2014  | 1  | -2  | 0  | 0   | - | -  | -  | -  | 1  | -2  |
| Sub-21 · Alemania | 2015  | 1  | -2  | -  | -   | 0 | 0  | -  | -  | 1  | -2  |
| Sub-21 · Alemania | Total | 6  | -7  | 6  | -8  | 2 | -4 | 0  | 0  | 14 | -19 |
| Absoluta · Alemania |       |    |     |    |     |   |    |    |    |    |     |
| 2016 | 3     | -2 | 0   | 0  | 0   | 0 | -  | -  | 3  | -2 |     |
| 2017 | 0     | 0  | 2   | -2 | -   | - | 1  | -2 | 3  | -4 |     |
| 2018 | 0     | 0  | 0   | 0  | -   | - | -  | -  | 0  | 0  |     |
| 2019 | 0     | 0  | 0   | 0  | -   | - | -  | -  | 0  | 0  |     |
| Total | 3     | -2 | 2   | -2 | 0   | 0 | 1  | -2 | 6  | -6 |     |
| Total | Total | 19 | -20 | 8  | -10 | 2 | -4 | 1  | -2 | 30 | -36 |
| (1) Incluye datos de clasificación europea, mundialista y Liga de las Naciones de la UEFA. (2) Incluye datos del Campeonato Europeo de la UEFA Sub-17 y Eurocopa Sub-21. (3) Incluye datos de la Copa Confederaciones. |       |    |     |    |     |   |    |    |    |    |     |

### Resumen estadístico
| Competición           | Partidos | Goles | Promedio |
| --------------------- | -------- | ----- | -------- |
| Liga                  | 333      | -408  | 1,22     |
| Copas nacionales      | 21       | -22   | 1,04     |
| Copas internacionales | 54       | -72   | 1,33     |
| Selección de Alemania | 6        | -6    | 1,00     |
| Selecciones juveniles | 24       | -30   | 1,25     |
| Total                 | 438      | -538  | 1,22     |

## Palmarés

### Títulos nacionales
| Título           | Club          | País       | Año  |
| ---------------- | ------------- | ---------- | ---- |
| FA Cup           | Arsenal F. C. | Inglaterra | 2020 |
| Community Shield | Arsenal F. C. | Inglaterra | 2020 |

### Títulos internacionales
| Título                      | Club (*)              | País     | Año  |
| --------------------------- | --------------------- | -------- | ---- |
| Campeonato de Europa Sub-17 | Selección de Alemania | Alemania | 2009 |
| Copa Confederaciones        | Selección de Alemania | Rusia    | 2017 |

(*) Incluyendo la selección.

### Distinciones individuales
| Distinción                                                          | Año     |
| ------------------------------------------------------------------- | ------- |
| Guardameta más joven en debutar en la Liga de Campeones de la UEFA. | 2011-12 |